# Serge Atakayi
Serge Atakayi (* 30. Januar 1999 in Kinshasa, DR Kongo) ist ein finnisch-kongolesischer Fußballspieler.

## Verein
Serge Atakayi wurde im Jahr 1999 in Kinshasa der Hauptstadt der Demokratischen Republik Kongo geboren. Während dieser Zeit herrschte der Zweite Kongokrieg und im Jahr 2010 erhielt er mit anderen Mannschaftskollegen Asyl in Finnland. Ab 2011 spielte er in der Jugend von Oravais IF und 2013 ging er zum FF Jaro in Jakobstad. Am 29. April 2015 gab er für den Verein sein Profidebüt in der Veikkausliiga gegen Tampereen Ilves. Am 17. Mai 2015 erzielte er als jüngster Spieler in der Geschichte der Veikkausliiga ein Tor, als er 16 Jahre und 107 Tage alt war. Im August 2016 wechselte der 17-Jährige zu den Glasgow Rangers nach Schottland und unterschrieb einen Dreijahresvertrag. Dort absolvierte er allerdings in den folgenden Jahren nur einen Ligaeinsatz bei den Profis und wurde 2019 zunächst an Erstligist Seinäjoen JK verliehen und eine Saison später fest an die Finnen verkauft. Diese gaben ihn dann 2021 leihweise für sechs Monate an Ligarivale Turku PS ab.

## Nationalmannschaft
Von 2016 bis 2020 spielte Atakayi für diverse finnischen Jugendnationalmannschaften und erzielte dort in 17 Partien zwei Treffer.